# خاربینی‌ها
خاربینی‌ها (نام علمی: Echinorhinus) نام یک سرده از راسته خاردارکوسه‌سانان است.

## گونه‌ها
- کوسه خاربته‌ای پیر ژوزف بوناتر, ۱۷۸۸ (Bramble shark)
- کوسه خارشی ویکتور پیچمن, ۱۹۲۸ (Prickly shark)